# Silent Möbius
Silent Möbius (サイレント・メビウス?, Sairento Mebiusu) è un manga di fantascienza scritto e disegnato da Kia Asamiya nel 1988, da cui sono stati tratti due film e una serie televisiva anime.
In Italia il manga è stato edito dalla Marvel Manga, ma interrotto a pubblicazione in corso, e successivamente ripubblicato dalla d/visual, mentre gli anime sono tuttora inediti.

## Trama
Giappone 1999, Gigelf Liqueur, aiutato dalla Gilda dei Maghi, mise in moto un piano per aprire un cancello tra la Terra e il mondo di Nemesis.
Tokyo, 2027. Da quattro anni è stata costituita l'AMP (Attacked Mystificated Police), una divisione della polizia creata per prevenire e combattere le demoniache presenze che stanno minacciando la stessa sopravvivenza della megalopoli. Katsumi, Kiddy, Nami, Lebia, Yuki e Rally sono le sei giovani poliziotte dotate di facoltà paranormali e capacità telecinetiche, che compongono questa particolarissima squadra di polizia.

## Personaggi
Rally Cheyenne (ラリー・シャイアン?, Rarī Shaian)
Doppiata da: Toshiko Fujita
Ha fondato il DPP, che dirige tuttora. Data e luogo di nascita sono avvolti nel mistero, così come sono sconosciuti alle altre componenti del gruppo alcuni fatti del suo passato. Solo la madre era umana, mentre il padre era un'entità. Proprio perché figlia di due mondi differenti e a conoscenza delle devastazioni che le entità potrebbero scatenare sulla Terra, Rally decise di fondare il DPP allo scopo di fermare gli invasori.
Mana Izosaki (磯崎真奈?, Isozaki Mana)
Doppiata da: Mami Koyama
Unitasi all'AMP in seguito agli altri membri, Mana è il comandante delle operazioni giornaliere ed è diretta sottoposta di Rally. Fredda ed inscrutabile, Mana tiene segreti i propri sentimenti anche con i membri della propria squadra. Lucida e calcolatrice, Mana è un'ottima stratega nonché una grande combattente.
Katsumi Liqueur (かつみ リキュール?, Katsumi Rikyūru)
Doppiata da: Naoko Matsui
Hawaiiana, nata nel 2006, è dotata di incredibili poteri magici ereditati dal padre, lo stregone Gigelf Liquer (responsabile tra l'altro dell'arrivo delle entità sulla Terra), e dalla madre Fuyuka, sacrificatasi per salvare la vita della figlia. Inoltre Katsumi possiede Grospoliner, potentissima spada senziente già appartenuta al padre, che non esita a usare in combattimento. Molto del passato oscuro di Katsumi viene rivelato, anche a lei stessa, col procedere degli eventi.
Lebia Maverick (レビア・マーベリック?, Rebia Māberikku)
Doppiata da: Miho Nagahori
È la seconda in comando del DPP. Nata nel 2001 a Los Angeles è un'esperta di elettronica. Inoltre essendo una "visionaria", ha la capacità di percepire i cambiamenti negli impulsi elettrici e di viaggiare con la mente all'interno delle reti computerizzate. Inventore e scienziato, Lebia ha creato i tre computer semi-senzienti del DPP chiamati Huey, Duey e Lewey (i nomi americani dei disneyani Qui, Quo e Qua).
Kiddy Phenil (キディ・フェニル?, Kidi Feniru)
Doppiata da: Hiromi Tsuru
Australiana, è nata nel 2005. Precedentemente detective di polizia, Kiddy ha riportato gravissimi danni fisici nel tentativo di arrestare il Megadyne (umanoide artificiale impiegato nei combattimenti o nei lavori pesanti) n.2035818, in seguito conosciuto come Fila, motivo per cui il 70% del suo corpo è stato ricostruito ciberneticamente. Ciò le conferisce una forza sovrumana, utilissima quando si tratta di combattere i pericolosissimi avversari del DPP, ma decisamente d'impiccio quando si tratta di relazionarsi con i comuni esseri umani, con conseguenti problemi psicologici.
Nami Yamigumo (闇雲那魅?, Yamigumo Nami)
Doppiata da: Chieko Honda
È nata nel 2008 in Giappone. Nami è la più giovane componente del clan Yamigumo che vanta stretti ed ancestrali legami con la religione shintoista. Alta sacerdotessa dotata di vari strumenti magici, tra cui uno speciale pugnale divino dai poteri del Kirin (il Signore di tutte le bestie). Nami mette le sue capacità al servizio del DPP. Ha una personalità estremamente tranquilla e dolce, e rispetto alle compagne sembra decisamente incline alle faccende femminili.
Yuki Saiko (彩弧由貴?, Saiko Yuki)
Doppiata da: Maya Okamoto
È la componente più giovane del DPP (è nata infatti nel 2010 in Giappone) ed è considerata la mascotte del gruppo. Frutto di esperimenti genetici, Yuki è una esper, possiede cioè spiccati poteri psichici, tra i quali la telepatia e la capacità di respingere un attacco, incrementandone la forza, contro l'aggressore che lo ha lanciato. A volte i suoi poteri si manifestano senza il suo controllo. Come Nami Yamigumo, anche Yuki è di carattere tranquillo e socievole, anche se più frivolo e spensierato.
Lum Cheng (ラム・チェン?, Ramu Chen)
Doppiata da: Akiko Hiramatsu
Ultima persona ad essersi unita all'AMP, Lum Cheng è una ragazza cinese vivace e piena di vitalità. Come le altre è dotata di facoltà psichiche che la rendono adatta a questo lavoro, benché sia ancora troppo giovane per gestire pienamente il proprio potere. Katsumi le fa un po' da tutrice, tenendola sotto controlla ed istruendola all'uso dei propri poteri.

## Media

### Manga
Il manga, scritto e disegnato da Kia Asamiya, è stato serializzato dal 1989 al 1999 sulla rivista Dragon Magazine edita da Fujimi Shobō. I capitoli sono stati raccolti in dodici volumi tankōbon pubblicati dal 23 maggio 1989 al 12 ottobre 1999. Nel 2013, Asamiya ha dato inizio ad un sequel intitolato Silent Möbius QD, il quale si svolge 17 anni dopo la serie originale. Il seguito si è concluso il 20 giugno 2018.
In Italia la serie originale è stata inizialmente pubblicata da Panini Comics sotto l'etichetta Marvel Manga dall'agosto 1995 al gennaio 1996 ma è stata interrotta al sesto volume per via delle scarse vendite riscontrate. Successivamente la serie è stata ripubblicata per intero da d/visual dal 25 gennaio 2009 al 25 aprile 2010.

#### Volumi
| Nº | Data di prima pubblicazione | Data di prima pubblicazione | Data di prima pubblicazione                              | Data di prima pubblicazione |
| Nº | Giapponese                  | Giapponese                  | Italiano                                                 | Italiano                    |
| -- | --------------------------- | --------------------------- | -------------------------------------------------------- | --------------------------- |
| 1  | 23 maggio 1989              | ISBN 4-04-712001-4          | agosto 1995 (Marvel Manga) 25 gennaio 2009 (d/visual)    | ISBN 978-4-86237-300-7      |
| 2  | 26 giugno 1990              | ISBN 4-04-712007-3          | settembre 1995 (Marvel Manga) 25 gennaio 2009 (d/visual) | ISBN 978-4-86237-301-4      |
| 3  | 3 aprile 1991               | ISBN 4-04-712014-6          | ottobre 1995 (Marvel Manga) 28 febbraio 2009 (d/visual)  | ISBN 978-4-86237-302-1      |
| 4  | 1º agosto 1991              | ISBN 4-04-712016-2          | novembre 1995 (Marvel Manga) 28 febbraio 2009 (d/visual) | ISBN 978-4-86237-303-8      |
| 5  | 15 giugno 1992              | ISBN 4-04-712023-5          | dicembre 1995 (Marvel Manga) 11 ottobre 2009 (d/visual)  | ISBN 978-4-86237-304-5      |
| 6  | 25 marzo 1994               | ISBN 4-04-712032-4          | gennaio 1996 (Marvel Manga) 11 ottobre 2009 (d/visual)   | ISBN 978-4-86237-305-2      |
| 7  | 9 agosto 1995               | ISBN 4-04-926073-5          | 13 dicembre 2009                                         | ISBN 978-4-86237-306-9      |
| 8  | 27 giugno 1996              | ISBN 4-04-926091-3          | 13 dicembre 2009                                         | ISBN 978-4-86237-307-6      |
| 9  | 1º agosto 1997              | ISBN 4-04-926108-1          | 21 febbraio 2010                                         | ISBN 978-4-86237-308-3      |
| 10 | 23 aprile 1998              | ISBN 4-04-926120-0          | 21 febbraio 2010                                         | ISBN 978-4-86237-309-0      |
| 11 | 23 agosto 1999              | ISBN 4-04-926135-9          | 25 aprile 2010                                           | ISBN 978-4-86237-310-6      |
| 12 | 12 ottobre 1999             | ISBN 4-04-926139-1          | 25 aprile 2010                                           | ISBN 978-4-86237-311-3      |

### Film d'animazione
Tra il 1991 e il 1992 sono stati realizzati due film d'animazione prodotti dallo studio AIC. Il primo lungometraggio è stato diretto da Kazuo Tomizawa e sceneggiato da Kei Shigema. Il secondo film invece è stato diretto da Yasunori Ide e sceneggiato da Manabu Nakamura. Kaoru Wada ha composto la colonna sonora di entrambe le pellicole. Entrambi i film sono inediti in Italia.
| Nº | Titolo italiano (traduzione letterale) Giapponese 「Kanji」 - Rōmaji | Prima edizione | Prima edizione |
| Nº | Titolo italiano (traduzione letterale) Giapponese 「Kanji」 - Rōmaji | Giapponese     |                |
| 1  | Silent Möbius: The Motion Picture 「サイレントメビウス／THE MOTION PICTURE」 - Sairento Mebiusu/THE MOTION PICTURE | 17 agosto 1991 |                |
| 1  | Tokyo, 2066. Da quattro anni è stata costituita l'AMP (Attacked Mystification Police), una divisione della polizia creata per prevenire e combattere le demoniache presenze che stanno minacciando la stessa sopravvivenza della megalopoli. Katsumi, Kiddy, Nami, Lebia, Yuki e Rally sono le sei giovani poliziotte dotate di facoltà paranormali e capacità telecinetiche, che compongono questa particolarissima squadra di polizia. In questo film, assistiamo alla lotta di Katsumi Liquer contro un potente demone che già precedentemente aveva dato del filo da torcere alla famiglia di Katsumi. Armata della sua Grosperliner, la spada magica anti-demoni, che fu di suo padre, Katsumi sconfiggerà il mostro e riporterà la pace in città, guadagnandosi a pieno titolo l'entrata definitiva all'interno dell'AMPD.                              |                |                |
| 2  | Silent Möbius 2 「サイレントメビウス2」 - Sairento Mebiusu 2 | 18 luglio 1992 |                |
| 2  | Prequel del primo film e della serie, il film inizia con Katsumi Liquer sulla tomba della madre Fuyuka, sacrificatasi per salvarla. Dopo aver assistito all'incidente di una donna e della propria figlioletta, che le riporta in mente il proprio passato, Katsumi sviene e viene scorsa dalla giovane Yuki, che diventerà la sua migliore amica. Ma i guai non sono finiti: le entità scacciate dal padre di Katsumi, Gigelf Liquer, vogliono prendersi la propria vendetta sulla ragazza. Attaccata da orribili mostri, a salvare Katsumi arrivano due membri del DPP Kiddy e Nami, ma l'esito del combattimento viene capovolto dalla stessa Katsumi, che presa coscienza del proprio potere lo utilizza per distruggere l'entità. Katsumi e Yuki decidono quindi di entrare a far parte del DPP per dare vita alla formazione finale del corpo speciale. |                |                |

### Anime

Logo della serie

Dal 7 aprile al 30 settembre 1998 è stata trasmessa in Giappone una serie televisiva anime prodotta dallo studio di animazione Radix per un totale di 26 episodi. L'anime è stato diretto da Hideki Tonokatsu mentre la sceneggiatura è stata curata da Hiroyuki Kawasaki. Il compositore statunitense Jimmie Haskell ha partecipato alla realizzazione della colonna sonora assieme a Suzie Katayama, Ken'ichi Sudo e Takashi Furukawa. Originariamente era prevista una seconda stagione, ma è stata cancellata per via del basso riscontro del pubblico e delle vendite della prima stagione. La sigla di apertura adoperata per tutti gli episodi è Kindan no panse cantata da Saori Ishitsuka mentre quella di chiusura sono rispettivamente Silently di Karen Mok (ep. 1-19) e Till The End of Time di Jason Scheff e Mica Okudoi (ep. 20-26). La serie è inedita in Italia.

#### Episodi
| Nº | Titolo italiano (traduzione letterale) Giapponese 「Kanji」 - Rōmaji                     | In onda           | In onda |
| Nº | Titolo italiano (traduzione letterale) Giapponese 「Kanji」 - Rōmaji                     | Giapponese        |         |
| 1  | Risveglio 「覚醒」 - Kakusei                                                             | 7 aprile 1998     |         |
| 2  | Decidere 「決断」 - Ketsudan                                                             | 14 aprile 1998    |         |
| 3  | Il fondo di Tokyo 「東京の底」 - Tōkyō no soko                                           | 21 aprile 1998    |         |
| 4  | Break-In 「ブレイク•イン」 - Bureiku-in                                                  | 28 aprile 1998    |         |
| 5  | Notte di festa 「パーティの夜」 - Pāti no yoru                                           | 5 maggio 1998     |         |
| 6  | Battaglia senza fine 「終わりなき戦い」 - Owari naki tatakai                             | 12 maggio 1998    |         |
| 7  | La parte anteriore della schiena 「うしろの正面」 - Ushiro no shōmen                     | 19 maggio 1998    |         |
| 8  | Eredità 「継承」 - Keishō                                                                | 26 maggio 1998    |         |
| 9  | L'angolo di strada che una volta amavo 「かつて愛した街角」 - Katsute ai shita machikado | 2 giugno 1998     |         |
| 10 | Memoria del labirinto 「迷宮の記憶」 - Meikyū no kioku                                   | 9 giugno 1998     |         |
| 11 | Alice meccanica 「機械仕掛けのアリス」 - Kikai shikake no Arisu                          | 16 giugno 1998    |         |
| 12 | Legame maledetto 「呪われた絆」 - Norowareta kizuna                                      | 23 giugno 1998    |         |
| 13 | Il quarto demone 「第四の妖魔」 - Daishi no yōma                                         | 30 giugno 1998    |         |
| 14 | Proposta 「序曲」 - Jokyoku                                                              | 7 luglio 1998     |         |
| 15 | La ragazza di Kowloon 「九竜の少女」 - Kyūryū no shōjo                                   | 14 luglio 1998    |         |
| 16 | Il labirinto del tempo 「刻の迷宮」 - Koku no meikyū                                     | 21 luglio 1998    |         |
| 17 | La sera del destino 「結びあう夕べ」 - Musubiau yūbe                                     | 28 luglio 1998    |         |
| 18 | Serata d'addio 「別れゆく夜」 - Wakare yuku yoru                                         | 4 agosto 1998     |         |
| 19 | La fine del pellegrinaggio 「さすらいの果て」 - Sasurai no hate                          | 11 agosto 1998    |         |
| 20 | Amore 「愛」 - Ai                                                                        | 18 agosto 1998    |         |
| 21 | La notte in cui è nata la luna 「月の生まれた夜」 - Tsuki no umareta yoru                | 25 agosto 1998    |         |
| 22 | Oscuramento 「暗転」 - Anten                                                             | 2 settembre 1998  |         |
| 23 | Rinato 「再生せしもの」 - Saisei seshimono                                               | 9 settembre 1998  |         |
| 24 | Sulla strada per l'inferno 「地獄への途」 - Jigoku e no michi                            | 16 settembre 1998 |         |
| 25 | Lotta mortale 「死闘」 - Shitō                                                           | 23 settembre 1998 |         |
| 26 | Speranza 「希望」 - Kibō                                                                 | 30 settembre 1998 |         |

### Teatro
Kia Asamiya ha annunciato che sabato 17 dicembre 2016 l'adattamento teatrale di Silent Möbius ha ricevuto il via libera. Lo staff principale e il cast principale sono stati rivelati dopo il 23 dicembre, così come la programmazione avvenuta dal 29 marzo al 2 aprile 2017. Il cast comprende Karen Iwata, Saori Yasaka, Mutsuki Arisawa, Saki Suzuki, Rin Asuka, Mayu Sekiya, Emi Ōtori e Saki Funaoka.